# Portland (Texas)
Portland is een plaats (city) in de Amerikaanse staat Texas, en valt bestuurlijk gezien onder Nueces County en San Patricio County.

## Demografie
Bij de volkstelling in 2000 werd het aantal inwoners vastgesteld op 14.827.
In 2006 is het aantal inwoners door het United States Census Bureau geschat op 16.420, een stijging van 1593 (10.7%).

## Geografie
Volgens het United States Census Bureau beslaat de plaats een oppervlakte van
24,9 km², waarvan 18,1 km² land en 6,8 km² water.

## Plaatsen in de nabije omgeving
De onderstaande figuur toont nabijgelegen plaatsen in een straal van 16 km rond Portland.